# Lipstick
"Lipsctick" je debitantski singl britanske kantautorice Aleshe Dixon objavljen s albuma Fired Up 14. kolovoza 2006.

## O pjesmi
Kao singl pjesma je objavljena samo u Ujedinjenom Kraljevstvu i Irskoj. U tjednu objave CD verzije singla digitani downloadi bili su potisnuti. "Lipstick" je odabrana kao prvi promotivni singl za Japansko izdanje albuma Fired Up te je bila relativno uspješna i zauzela je drugo mjesto na Japanskoj internacijonalnoj toplisti singlova.

## Top liste
| Top liste (2006.)      | Najviša pozicija |
| ---------------------- | ---------------- |
| Irska                  | 42               |
| Ujedinjeno Kraljevstvo | 1                |

## Videospot
Videospot snimljen je pod redateljskom palicom Paul Gorea tijekom lipnja 2006. godine, a objavljen je tijekom srpnja iste godine.  U ideospotu Alesha je odjevena u crno, pleše te po smeđim zidovima hodniku vuđe crtu šminkom. Također jedna scena ju prikazuje gdje u nekoj sobi okružena lusterima pjeva.

## Popis pjesama

### CD singl
1. "Lipstick"[1]
2. "Lipstick" (Agent X Remix)

### Digitalni download
1. "Lipstick" (Al Stone Mix)[3]

### CD singl s remixevima
1. "Lipstick" (Ignorants Mix)
2. "Lipstick" (Ignorants Instrumental)
3. "Lipstick" (The Brooklyn Moxie Clean Edit)
4. "Lipstick" (The Brooklyn Moxie Instrumental)
5. "Lipstick" (The Brooklyn Moxie Dirty Edit)
6. "Lipstick" (The Brooklyn Moxie Accapella)